# Faro de la Isla Matagorda
El Faro de la Isla Matagorda (en inglés: Matagorda Island Lighthouse) está situado en la isla Matagorda en el condado de Calhoun, en el estado de Texas, Estados Unidos. Una vez bajo la jurisdicción de la Guardia Costera de los Estados Unidos, el faro es ahora administrado por el Departamento de Parques y Vida Silvestre. 
La onstrucción de un faro para guiar a los buques de navegación marítima en la bahía de Matagorda a través del Paso Cavallo fue autorizado por el Congreso de la República de Texas en 1845. Cuando el presidente James K. Polk firmó los documentos de la anexión de Texas el 29 de diciembre de 1845, se convirtió en una responsabilidad de los Estados Unidos. En 1847, el Congreso de Estados Unidos autorizó $ 15,090 para construir el faro. La burocracia legislativa provocó una serie de retrasos, y el contrato para construir el faro fue finalmente otorgado a Murray y Hazlehurst de Baltimore en 1851. El nuevo faro de 55 pies (17 m) fundido de hierro comenzó a funcionar el 21 de diciembre de 1852.
Durante la guerra civil estadounidense, la Marina de los Estados Confederados intentó hacer estallar el faro para mantenerlo fuera de las manos de la Unión. Los daños infligidos por las tropas confederadas hicieron necesaria la reconstrucción del faro en un nuevo sitio en 1873 a un costo de $ 32.000.